# Pièce de 1 dollar américain Peace
Vous lisez un « bon article » labellisé en 2023.
La pièce de 1 dollar américain Peace est une pièce de monnaie américaine frappée pour la circulation de 1921 à 1928 puis en 1934 et 1935, et à nouveau depuis 2021. Conçue par Anthony de Francisci, la pièce est le résultat d'un concours visant à trouver des motifs emblématiques de la paix. Son avers représente la tête et le cou de la déesse de la Liberté de profil, et le revers un aigle à tête blanche au repos serrant un rameau d'olivier, avec la légende « Peace ». C'est la dernière pièce d'un dollar des États-Unis à être frappée en argent pour la circulation.
Avec l'adoption de la loi Pittman en 1918, la Monnaie des États-Unis doit frapper des millions de dollars en argent et commence à le faire en 1921, en utilisant le modèle de dollar Morgan. Les numismates font alors pression sur la Monnaie pour qu'elle émette une pièce commémorant la paix qui suit la Première Guerre mondiale. Bien qu'ils ne réussissent pas à faire adopter par le Congrès une loi exigeant une nouvelle conception, ils parviennent à persuader les responsables gouvernementaux d'agir. Le dollar Peace est approuvé par le secrétaire au Trésor Andrew Mellon en décembre 1921, achevant ainsi la refonte de la monnaie américaine qui avait débuté en 1907.
Le public pense que le dessin annoncé, qui comprend une épée brisée, illustre la défaite, et la Monnaie s'empresse d'agir pour retirer l'épée. Le dollar Peace est frappé pour la première fois le 28 décembre 1921 ; un peu plus d'un million de pièces portant la date de 1921 sont frappées. Lorsque les exigences de la loi Pittman sont satisfaites en 1928, la Monnaie cesse la production de ces pièces, mais  d'autres sont frappées en 1934 et 1935 à la suite d'une nouvelle législation. En 1965, au milieu d'une vive controverse, la Monnaie de Denver frappe plus de 316 000 dollars Peace datés de 1964, mais ils ne sont jamais émis et tous sont déclarés fondus.
En 2021, la Monnaie américaine produit une émission spéciale de dollars Peace de 2021 en tant que pièce commémorative pour célébrer le 100e anniversaire du dessin, la frappe de ces pièces devant se poursuivre à partir de 2022.

## Contexte et préparation

### Historique de la législation
La loi Bland-Allison, adoptée par le Congrès le 28 février 1878, exige que le Trésor achète un minimum de deux millions de dollars d'argent, extrait localement, par mois et le frappe en dollars d'argent. La Monnaie utilise un nouveau dessin du graveur George T. Morgan et frappe ce qui devient le dollar Morgan. De nombreuses pièces disparaissent rapidement dans les coffres des banques pour servir de support à une monnaie papier échangeable en pièces d'argent, connue sous le nom de certificats d'argent. En 1890, les achats requis par la loi Bland-Allison sont considérablement augmentés en vertu de la loi Sherman sur l'achat d'argent. Bien que cette dernière soit abrogée en 1893, ce n'est qu'en 1904 que le gouvernement frappe le dernier argent acheté en dollars. Dès lors, la production de la pièce cesse.
Pendant la Première Guerre mondiale, le gouvernement allemand espère déstabiliser la domination britannique sur l'Inde en répandant des rumeurs selon lesquelles les Britanniques sont incapables de racheter en argent tout le papier-monnaie qu'ils ont imprimé. Ces rumeurs, ainsi que la thésaurisation de l'argent, provoquent une hausse du prix de l'argent et risquent de nuire à l'effort de guerre britannique. Les Britanniques se tournent vers leur allié de guerre, les États-Unis, en leur demandant d'acheter de l'argent pour augmenter l'offre et faire baisser le prix. En réponse, le Congrès adopte la loi Pittman du 23 avril 1918. Cette loi donne aux États-Unis l'autorisation de vendre du métal au gouvernement britannique jusqu'à 350 000 000 de dollars d'argent à un dollar l'once d'argent, plus la valeur du cuivre contenu dans les pièces, ainsi que les frais de manutention et de transport. Seules 270 232 722 pièces sont fondues pour être vendues aux Britanniques, mais cela représente 47 % de tous les dollars Morgan frappés jusque-là. Selon les termes de la loi, le Trésor est tenu de frapper de nouveaux dollars en argent pour remplacer les pièces fondues, et de les frapper avec de l'argent acheté à des sociétés minières américaines.

### Idée et proposition de loi
On ne sait pas exactement qui est à l'origine de l'idée d'une pièce américaine pour commémorer la paix qui a suivi la Première Guerre mondiale. La genèse en est généralement attribuée à un article de Frank Duffield publié dans le numéro de novembre 1918 de The Numismatist. Duffield suggère qu'une pièce de la victoire doit être émise en quantités telles qu'elle ne deviendrait jamais rare. En août 1920, un article du numismate Farran Zerbe est lu à la convention de l'American Numismatic Association (ANA) de cette année-là à Chicago. Dans ce document, intitulé « Commemorate the Peace with a Coin for Circulation » (en français : « Commémorer la paix avec une pièce destinée à la circulation »), Zerbe appelle à l'émission d'une pièce pour célébrer la paix :

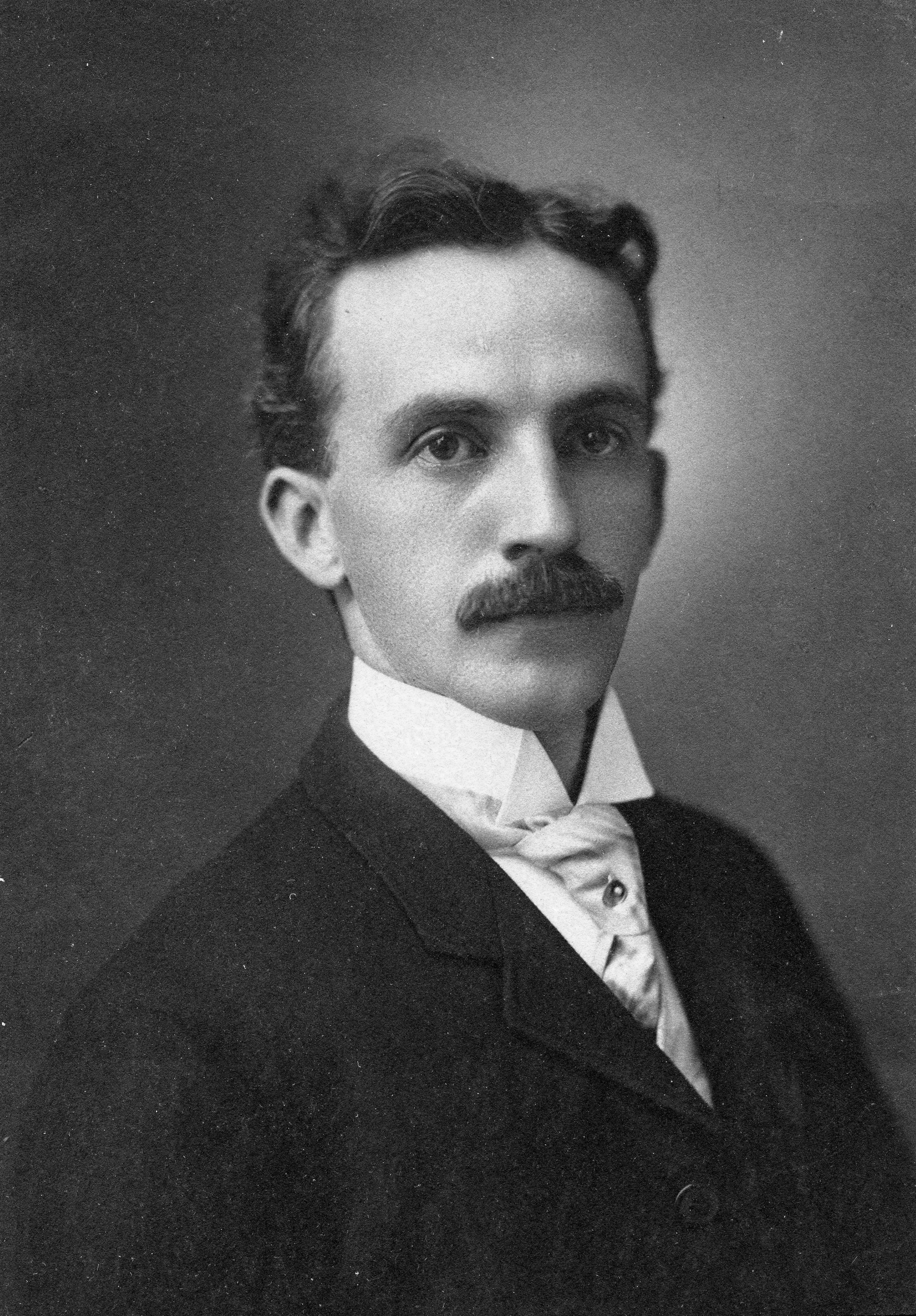
L'exposé du numismate Farran Zerbe à la convention de l'ANA de 1920 incite l'association à plaider en faveur d'une pièce de la paix.

La proposition de Zerbe conduit à la nomination d'un comité chargé de transmettre la proposition au Congrès et de le pousser à l'adopter. Selon l'historien numismate Walter Breen, c'est la première fois qu'un collectionneur de pièces exerce une pression politique suffisante pour influencer non seulement la Monnaie, mais aussi le Congrès. Le comité comprend le célèbre collectionneur de pièces et membre du Congrès William A. Ashbrook (démocrate de l'Ohio), qui préside la commission de la Chambre des représentants sur la monnaie, les poids et les mesures jusqu'à ce que les républicains en prennent le contrôle après les élections de 1918.
Ashbrook est battu pour sa réélection lors des élections de 1920 ; à cette époque, les mandats du Congrès ne prennent fin que le 4 mars de l'année suivante. Il se lie d'amitié avec le nouveau président de la commission, Albert Henry Vestal (républicain de l'Indiana), et le persuade de programmer une audition sur la proposition de pièce de la paix pour le 14 décembre 1920. Bien qu'aucun projet de loi ne lui soit soumis, le comité entend les délégués de l'ANA, discute de la question et se prononce en faveur de l'utilisation du dollar en argent, qui, en tant que pièce de grande taille, offre le plus de place pour un dessin artistique. Le comité ne prend aucune mesure immédiate ; en mars 1921, après l'entrée en fonction de l'administration Harding, Vestal rencontre le nouveau secrétaire au Trésor, Andrew W. Mellon, et le directeur de la Monnaie, Raymond T. Baker, à ce sujet, et les trouve favorables à condition que la nouvelle conception n'entraîne aucune dépense.
Le 9 mai 1921, la frappe du dollar Morgan reprend à la Monnaie de Philadelphie dans le cadre de la reprise de la frappe prévu par la loi Pittman. Le même jour, le député Vestal présente le projet de loi d'autorisation du dollar Peace sous la forme d'une résolution commune. Vestal place son projet de loi sur le calendrier de consentement unanime, mais le Congrès ajourne pour une longue pause sans prendre aucune mesure. Au retour du Congrès, Vestal demande le consentement unanime pour que le projet de loi soit adopté le 1er août 1921. Cependant, un représentant, l'ancien chef républicain James Robert Mann (Illinois), s'y oppose, et l'historien numismate Roger Burdette suggère que la stature de Mann à la Chambre garantit que le projet de loi ne serait pas adopté. Néanmoins, Vestal rencontre l'ANA et lui dit qu'il espère que le Congrès reconsidère sa décision lors de sa prochaine réunion en décembre 1921.

### Concours
Quelque temps après l'audience de décembre 1920 demandée par l'ANA, le président de la Commission des beaux-arts des États-Unis, Charles Moore, a connaissance de l'action proposée par le Congrès et décide d'enquêter. Moore, ainsi que James Earle Fraser, membre de la Commission et concepteur de la pièce de 5 cents Buffalo, rencontrent le directeur de la Monnaie, Raymond T. Baker, le 26 mai 1921, et ils conviennent qu'il serait approprié d'organiser un concours de conception pour le dollar proposé, sous les auspices de la Commission. Cette décision est officialisée le 26 juillet par la recommandation écrite de la Commission à la Monnaie, selon laquelle un concours, ouvert uniquement aux sculpteurs invités, serait utilisé pour sélectionner les dessins. Le gagnant du concours doit recevoir un prix de 1 500 dollars, tandis que tous les autres participants recevraient 100 dollars. Le 28 juillet, le président Warren G. Harding émet le décret 3524, exigeant que les dessins des pièces soient soumis à la Commission avant d'être approuvés par le secrétaire au Trésor. Début septembre, après l'échec du projet de loi, Baker contacte Moore, mettant la question de côté en attendant une action du Congrès.
En novembre, les partisans de la pièce de la paix comprennent que l'approbation du Congrès n'est pas nécessaire : comme le dollar Morgan est frappé depuis plus de 25 ans, il peut être remplacé à la discrétion du secrétaire au Trésor en vertu d'une loi de 1890,. Le motif Morgan est alors utilisé pour de grandes quantités de dollars en argent, la Monnaie frappant des pièces de remplacement pour les pièces fondues en vertu de la loi Pittman. Bien que le Congrès ne se soit pas encore réuni, Baker contacte Fraser début novembre pour discuter des détails du concours de dessin. Selon Burdette, le nouvel enthousiasme de Baker est dû au fait que le président Harding est sur le point de déclarer officiellement la fin de la guerre avec l'Allemagne — une déclaration nécessaire car les États-Unis n'ont pas ratifié le traité de Versailles. En outre, la Conférence de Washington sur le désarmement, pour laquelle l'administration nourrit de grands espoirs, va bientôt se réunir. Le 19 novembre Fraser informe les participants au concours par une lettre personnelle, envoyant les règles officielles et les exigences quatre jours plus tard, avec des soumissions à rendre pour le 12 décembre. Parmi les participants au concours figurent Hermon MacNeil, Victor David Brenner et Adolph Weinman, qui ont tous déjà conçu des pièces américaines.
Les artistes ont pour instruction de représenter la tête de la Liberté sur l'avers, qui doit être rendu « aussi beau et plein de caractère que possible ». Le revers doit représenter un aigle, conformément à la loi sur le monnayage de 1792, mais le reste est laissé à la discrétion de l'artiste. La pièce doit également porter la dénomination, le nom du pays, E pluribus unum, la devise « In God We Trust » et le mot Liberty.
Le 13 décembre, la commission se réunit pour examiner les dessins soumis, ainsi qu'un ensemble produit par le graveur en chef de la Monnaie, George T. Morgan, à la demande de Baker, et un ensemble, non demandé, provenant d'un M. Folio de New York. La manière dont les dessins ont été présentés à la Commission n'est pas connue. Après de longues discussions entre Fraser, Moore et Herbert Adams (sculpteur et ancien membre de la Commission), un dessin d'Anthony de Francisci est choisi à l'unanimité.

### Dessin

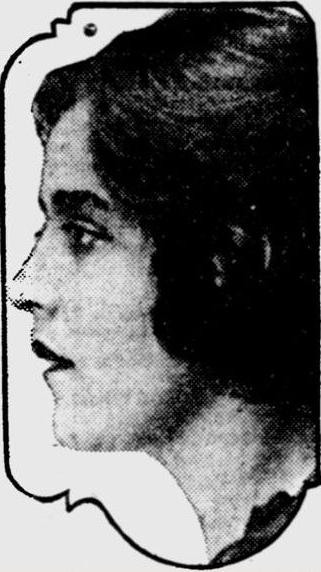
, qui pose ici pour une photographie de journal de 1922, a servi de modèle pour le dollar Peace.

À 34 ans, de Francisci est le plus jeune des concurrents ; il est également parmi les moins expérimentés dans le domaine de la conception de pièces. Alors que la plupart des autres concurrents ont élaboré des pièces ordinaires ou commémoratives pour la Monnaie, le seul effort de De Francisci a été de convertir les dessins du demi-dollar commémoratif du Maine de 1920 en un dessin fini. De Francisci a peu de considération pour ce projet, et déclare plus tard à propos de ce travail : « Je ne le considère pas très favorablement ». Il base le dessin de l'avers de la Liberté sur les traits de son épouse, Teresa de Francisci (en), née Teresa Cafarelli à Naples, en Italie. En raison de la courte durée du concours, il n'a pas le temps d'engager un modèle présentant les caractéristiques qu'il a envisagées.
Walter Breen écrit que la couronne rayonnante que porte la tête de la Liberté n'est pas différente de celles qui figurent sur certaines pièces romaines, mais qu'elle est « plus explicitement destinée à rappeler celle de la statue de la Liberté ». Anthony de Francisci se souvient qu'il ouvre la fenêtre de l'atelier et laisse le vent souffler sur les cheveux de sa femme pendant qu'il travaille. Cependant, il n'a pas l'impression que le dessin la représente exclusivement. Il note que le nez, la plénitude de la bouche ressemblent beaucoup à ceux de sa femme, bien que le visage entier soit allongé. De Francisci présente deux dessins du revers, l'un montre un aigle guerrier, brisant agressivement une épée, l'autre un aigle au repos, tenant une branche d'olivier. Ce dernier dessin, qui servira de base au revers du dollar Peace, rappelle l'échec de la candidature de Francisci pour la médaille de la ville de Verdun. L'avers soumis est presque identique à la pièce frappée, à l'exception de certains détails de la face et du fait que le dessin proposé utilise des chiffres romains plutôt qu'arabes pour la date.
Raymond T. Baker, de Francisci et Charles Moore se rencontrent à Washington le 15 décembre. À ce moment-là, Baker, qui espère commencer la production du dollar Peace en 1921, souligne le calendrier serré pour y parvenir et demande certains changements de conception. Parmi celles-ci, l'inclusion de l'épée brisée provenant de l'autre modèle de revers, à placer sous l'aigle, au sommet de la montagne sur laquelle il se tient, en plus de la branche d'olivier. Baker approuve les dessins, sous réserve de ces modifications. Les dessins révisés sont présentés à Warren G. Harding le 19 décembre. Le président insiste sur la suppression d'un petit trait du visage de la Liberté, qui lui semble suggérer une fossette, ce qu'il ne considère pas comme un signe de paix, et de Francisci s'exécute.

## Controverse

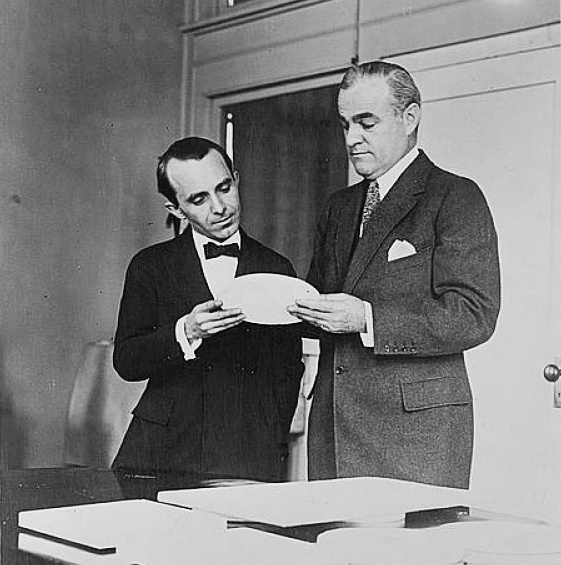
Le sculpteur Anthony de Francisci (à gauche) et le directeur de la Monnaie Raymond T. Baker (à droite) inspectant un modèle en plâtre du nouveau dollar en argent.

Le Trésor annonce le nouveau dessin le 19 décembre 1921. Des photographies de Baker et de Francisci examinant le modèle final en plâtre sont publiées dans les journaux, ainsi que des descriptions écrites des dessins, car le Trésor estime à l'époque qu'il est illégal d'imprimer des photographies d'une pièce des États-Unis dans un journal. Le secrétaire d'État Andrew Mellon donne son approbation officielle au dessin le 20 décembre. Comme il faut plusieurs jours à la Monnaie pour produire des matrices fonctionnelles, la première frappe des nouvelles pièces est prévue pour le 29 décembre.

Le nouveau dessin fait l'objet d'une large couverture dans les journaux et suscite une grande attention de la part du public. Un communiqué de presse de la Monnaie décrit le revers comme « une grande figure d'aigle perchée sur une épée brisée et tenant un rameau d'olivier portant le mot « Peace » ». Le 21 décembre, le New York Herald publie un éditorial cinglant contre le nouveau dessin,
À l'époque, selon Roger Burdette, compte tenu des traumatismes de la Grande Guerre, les Américains sont très sensibles à leurs symboles nationaux et peu enclins à laisser aux artistes une quelconque marge d'interprétation. La Monnaie, le Trésor et la Commission des Beaux-Arts commencent à recevoir un grand nombre de lettres du public s'opposant au dessin. De Francisci tente de défendre son dessin en déclarant que l'épée est accompagnée du rameau d'olivier de la paix et que la combinaison des deux rend impossible de concevoir l'épée comme un symbole de défaite. Baker quitte Washington pour visiter la Monnaie de San Francisco, un voyage transcontinental de trois jours. La directrice par intérim de la Monnaie, Mary Margaret O'Reilly, lui envoie un télégramme le 23 décembre, lui demandant instamment d'approuver le retrait de l'épée du revers, comme l'ont recommandé Moore et Fraser lors d'une réunion l'après-midi précédent. En raison du calendrier serré des frappes du dollar de 1921, il n'est pas possible d'attendre la réponse de Baker. C'est donc sous l'autorité du sous-secrétaire au Trésor Seymour Parker Gilbert, qui est contacté par O'Reilly, que la Monnaie procède à la refonte. Pour satisfaire au décret de Harding, la Commission des beaux-arts approuve rapidement le changement, et lorsque Baker envoie son approbation par courrier le 24 décembre, sans avoir pu voir les révisions, Gilbert a déjà approuvé la conception révisée en l'absence du secrétaire Mellon. Un communiqué de presse est publié tard le 24 décembre, indiquant que l'épée brisée qui figure sur le revers alternatif de de Francisci n'apparaît pas sur la pièce émise. Dans son édition du 25 décembre, le Herald s'attribue tout le mérite de la suppression de l'épée brisée du dessin de la pièce.
Farran Zerbe, dont l'article présenté à la convention de l'ANA a contribué à lancer la proposition du dollar, prend connaissance de la défense de de Francisci et du communiqué de presse, et suggère que le sculpteur a cru à tort que son autre dessin avait été approuvé.

## Production

### Sortie initiale
La suppression de l'épée du dessin de la pièce, qui a déjà été réalisée par réduction à partir des modèles en plâtre, est accomplie par un travail minutieux du graveur en chef de la Monnaie, Morgan, à l'aide d'outils de gravure extrêmement fins sous grossissement. Morgan effectue ce travail le 23 décembre en présence de de Francisci, qui a été convoqué à la Monnaie de Philadelphie pour s'assurer que le travail rencontre son approbation. Il ne suffit pas de supprimer l'épée, car le reste du dessin doit être ajusté. Morgan doit cacher l'excision ; il le fait en étendant la branche d'olivier, auparavant à moitié cachée par l'épée, mais il doit retirer une petite longueur de tige qui apparaît à gauche des serres de l'aigle. Morgan renforce également les griffes, et affine l'aspect de la patte de l'aigle. Le graveur en chef fait son travail avec une telle habileté que le travail sur le dollar n'est pas connu pendant plus de 85 ans.
Le 28 décembre, le surintendant de la Monnaie de Philadelphie, Freas Styer, câble à Baker à San Francisco, lui signalant la première frappe du dollar Peace. La Monnaie indique plus tard que 1 006 473 pièces sont frappées en 1921, un taux de production pour les quatre jours restants de l'année que Burdette qualifie d'« étonnant » ; il suppose que la frappe des dollars Peace de 1921 s'est poursuivie en 1922. La première pièce frappée doit être envoyée au président Harding, mais ce qu'elle devient reste un mystère : O'Reilly indique qu'elle fait envoyer la pièce à Harding, mais l'inventaire de la succession du président, préparé après la mort de celui-ci moins de deux ans plus tard, ne la mentionne pas, et il n'y a aucune mention de la pièce dans les papiers de Harding. Breen, dans son précédent ouvrage sur les pièces de monnaie américaines, affirme que la pièce est livrée à Harding par messager le 3 janvier 1922, mais ne précise pas la source de son information. Quelques épreuves de la production de 1921 sont frappées au début de la série, en finition satinée et mate, mais on ne sait pas exactement combien de pièces avec l'une ou l'autre finition sont créées. Les historiens numismates Leroy Van Allen et A. George Mallis estiment le nombre total de pièces frappées à 24 pour les premières et à 5 pour les secondes.
Le dollar Peace est mis en circulation le 3 janvier 1922. Comme toutes les pièces en argent et en cuivre-nickel frappées entre 1840 et 1978, il a un diamètre de 1,5 pouce (38,1 mm), ce qui est plus grand que les pièces modernes frappées par la suite par la Monnaie,,,. Son émission marque l'achèvement de la refonte des pièces de monnaie des États-Unis qui a commencé avec les émissions de 1907. Le lendemain, de longues files d'attente se forment au Sub-Treasury Building de New York lorsque la Federal Reserve Bank de cette ville reçoit un envoi ; les 75 000 pièces initialement envoyées par la Monnaie sont pratiquement épuisées à la fin de la journée. Les rumeurs selon lesquelles les pièces ne s'empilent pas bien sont contredites par les caissiers des banques, qui démontrent au New York Times qu'elles s'empilent à peu près aussi bien que les dollars Morgan. De Francisci a payé Morgan pour cinquante des nouveaux dollars ; le 3 janvier, Morgan les lui envoie. Selon sa femme, de Francisci a parié avec plusieurs personnes qu'il perdrait le concours de dessin ; il utilise les pièces pour payer les paris et n'en garde aucune.
Selon un journal de Philadelphie, « La Liberté rajeunit. À en croire le nouveau « Peace Dollar », mis en circulation hier, la jeune femme qui orne la monnaie d'argent depuis de nombreuses années n'a jamais été aussi belle que dans la « roue de chariot » que la Monnaie de Philadelphie vient de commencer à produire. La jeune femme, en outre, a perdu son profil grec. La beauté helénique semble avoir été remplacée par le nouveau type « garçonne » ».

### Modification et production
Dès le début, la Monnaie constate qu'il faut appliquer une pression excessive pour faire ressortir pleinement le dessin de la pièce, et les matrices se brisent rapidement. Le 10 janvier 1922, O'Reilly, toujours directeur par intérim de la Monnaie en l'absence de Baker, ordonne l'arrêt de la production du dollar. Des matrices ont été envoyées aux hôtels des monnaies de Denver et de San Francisco en prévision du début de la frappe de la pièce ; l'ordre est donné de ne pas commencer à travailler tant que les difficultés ne sont pas résolues. La Monnaie demande à la Commission des Beaux-Arts de donner son avis sur les changements qui pourraient résoudre les problèmes. Fraser et de Francisci sont tous deux convoqués à Philadelphie et, après l'échec de plusieurs tentatives visant à résoudre le problème sans réduire le relief, de Francisci accepte de modifier son dessin pour le réduire. Les modèles en plâtre qu'il prépare sont à la taille d'une pièce à l'aide du tour à portrait de la Monnaie. Toutefois, même après 15 ans de possession de l'appareil de type pantographe, la Monnaie ne dispose d'aucun expert dans son utilisation et, selon Burdette, « si un technicien de Tiffany's ou de Medallic Art avait été appelé, les pièces en bas-relief de 1922 auraient pu être nettement meilleures qu'elles ne l'ont été ».
Environ 32 400 pièces sur lesquelles Morgan a tenté de conserver un relief plus élevé sont frappées en janvier 1922. Alors que toutes sont censées avoir été fondus, un exemplaire a fait surface. Par ailleurs, des dollars belle épreuve de 1922 à haut relief apparaissent occasionnellement sur le marché et il est estimé qu'il en existe entre 6 et 10. Les nouvelles pièces à faible relief, que Fraser accepte au nom de la Commission, bien qu'en protestant, ont fait l'objet d'une production limitée à Philadelphie au début du mois de février. Lorsque les résultats s'avèrent satisfaisants, San Francisco commence à frapper ses premiers dollars de la paix en utilisant le modèle en faible relief le 13 février, Denver lance la production le 21 février et Philadelphie le 23 février. Les trois hôtels des monnaies frappent ensemble plus de 84 millions de pièces en 1922.
Le dollar Peace de 1926 comporte à l'avers le mot « God », légèrement en gras. Le lettrage a tendance à être indistinct, et Burdette suggère que le nouveau graveur en chef, John R. Sinnock (qui succède à Morgan après sa mort en 1925), a peut-être commencé à travailler au milieu de la devise In God We Trust, et pour des raisons inconnues, seul un mot est mis en gras. Aucun document de la Monnaie ne mentionne cette affaire, qui n'est découverte qu'en 1999.
La pièce circule principalement dans l'Ouest des États-Unis, où elle est préférée au papier-monnaie. En dehors de cet usage, elles sont conservées dans des coffres-forts comme partie des réserves des banques. Elles sont souvent obtenues auprès des banques comme cadeaux de Noël, et la plupart sont à nouveau déposées en janvier. Lorsque les dernières pièces d'argent de la loi Pittman sont frappées en 1928, la Monnaie cesse de produire des dollars Peace.
La production reprend en 1934, grâce à une autre loi du Congrès, celle-ci exigeant que la Monnaie achète de grandes quantités d'argent national, une matière première dont le prix est à un niveau historiquement bas. Cette loi garantit aux producteurs un marché prêt pour leur produit, et la Monnaie réalise un important bénéfice en monétisant l'argent acheté à bas prix — la Monnaie paie en fait certaines expéditions de lingots d'argent en dollars d'argent. En vertu de cette autorisation, plus de sept millions de dollars Peace en argent sont frappés en 1934 et 1935. Les responsables de la Monnaie envisagent de frapper des dollars d'argent de 1936 et préparent même des matrices de travail, mais comme il n'y a pas de demande commerciale pour ces pièces, aucune n'est frappée. Le graveur en chef de la Monnaie, M. Sinnock, pensant qu'il est peu probable qu'il y ait une demande future pour cette dénomination, ordonne la destruction des matrices principales en janvier 1937.

## Frappe des dollarsPeace1964-D

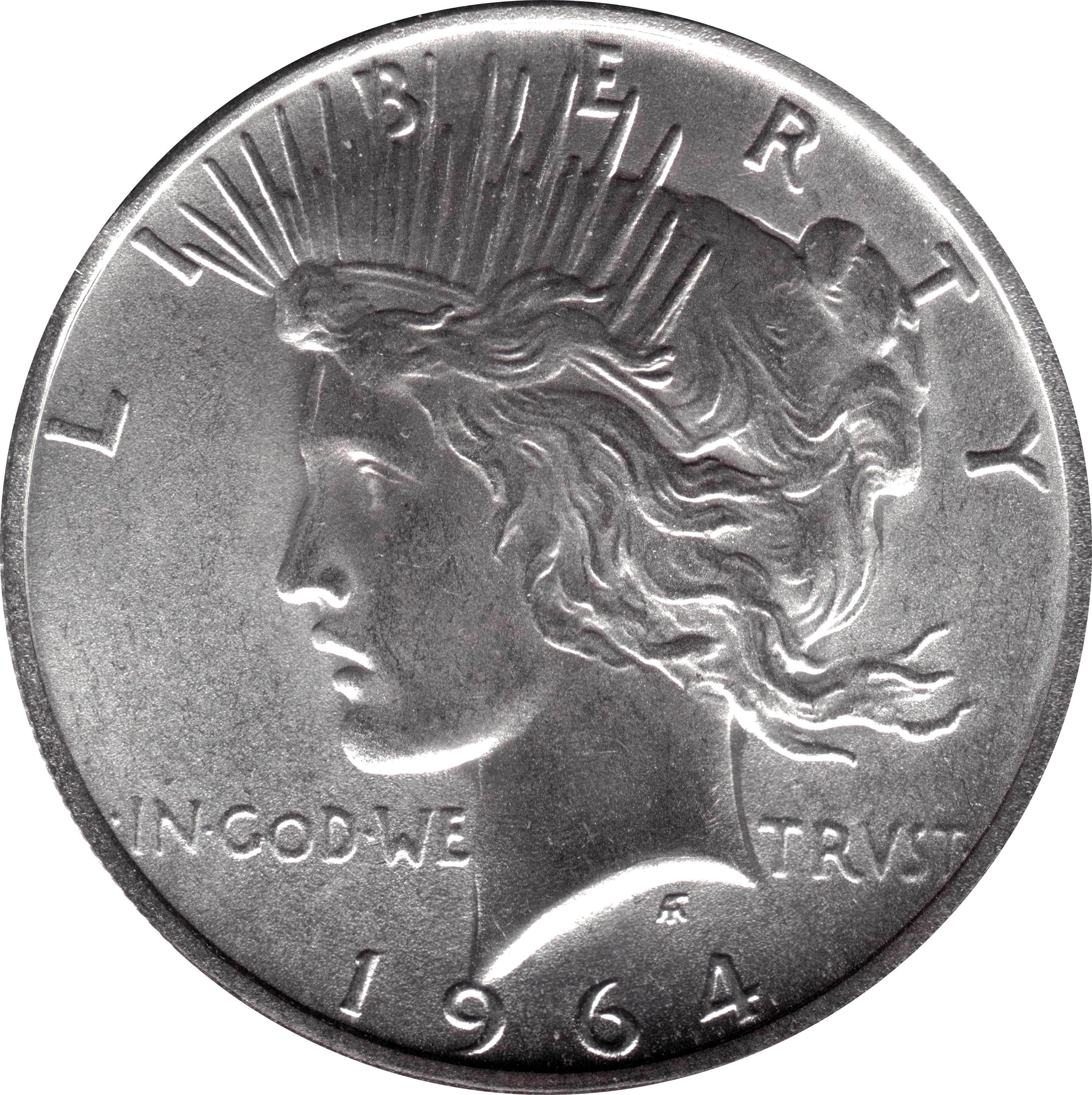
Un dollar Peace 1964-D non officiel, frappé sur un dollar en argent véritable par une Monnaie privée.

Le 3 août 1964, le Congrès adopte une loi prévoyant la frappe de 45 millions de dollars en argent. Les pièces d'argent, y compris le dollar, sont devenues rares en raison de la thésaurisation, le prix de l'argent ayant dépassé le point où un dollar d'argent vaut plus comme lingot que comme monnaie. Les nouvelles pièces sont destinées à être utilisées dans les casinos du Nevada et ailleurs dans l'Ouest, où l'argent fort est populaire. De nombreux membres de la presse numismatique se plaignent du fait que les nouveaux dollars en argent ne répondent qu'à un petit intérêt particulier et ne contribuent en rien à atténuer la pénurie générale de pièces. Le leader de la majorité au Sénat, Mike Mansfield (Démocrate-Montana), qui représente un État utilisant beaucoup de dollars en argent, exerce une forte pression pour que les pièces soient frappées. Les préparatifs de la frappe se poursuivent à la Monnaie, qui est réticente. Certaines matrices de travail ont survécu à l'ordre de destruction de Sinnock en 1937, mais elles sont en mauvais état, et le graveur adjoint de la Monnaie (plus tard graveur en chef) Frank Gasparro est autorisé à en produire de nouvelles. Les responsables de la Monnaie ont également envisagé d'utiliser le modèle du dollar Morgan ; cette idée est abandonnée et Gasparro reproduit les matrices du dollar Peace. Celles du revers portent toutes le différent de Denver. Les pièces étant destinées à être mises en circulation dans l'Ouest, il est jugé logique de les frapper à proximité.
Le secrétaire au Trésor, C. Douglas Dillon, est fermement opposé à la nouvelle frappe du dollar Peace et, au début de 1965, il informe le président Lyndon Johnson qu'il est peu probable que de telles pièces circulent dans le Montana, ou ailleurs ; elles seraient simplement thésaurisées. Néanmoins, Dillon conclut que, comme le sénateur Mansfield insiste, il faut les frapper. Dillon démissionne le 1er avril ; son successeur, Henry H. Fowler, est immédiatement interrogé par Mansfield au sujet des dollars, et il assure au sénateur que les choses seraient réglées à sa satisfaction. La directrice de la Monnaie, Eva Adams, est également opposée à la frappe des dollars en argent, mais espère conserver les 600 000 dollars affectés à cette dépense. Le sénateur Mansfield refuse d'envisager toute annulation ou tout retard et, le 12 mai 1965, la Monnaie de Denver commence à frapper à titre d'essai le dollar Peace 1964-D — la Monnaie avait obtenu l'autorisation du Congrès de continuer à frapper les pièces datées de 1964 en 1965.
Les nouvelles pièces sont annoncées publiquement le 15 mai 1965, et les marchands de pièces offrent immédiatement 7,50 $ chacune, s'assurant ainsi qu'elles ne circuleraient pas. L'annonce publique suscite une tempête d'objections. Le public et de nombreux membres du Congrès considèrent cette émission comme une mauvaise utilisation des ressources de la Monnaie pendant une grave pénurie de pièces, qui ne profiterait qu'aux marchands de pièces. Le 24 mai, un jour avant une audience du Congrès convoquée à la hâte, Adams annonce soudainement que les pièces sont considérées comme des frappes d'essai, jamais destinées à la circulation. La Monnaie déclare plus tard que 316 076 dollars ont été frappés ; tous sont déclarés fondus dans un contexte de sécurité renforcée. Pour s'assurer qu'il n'y aurait pas de répétition, le Congrès insère une disposition dans le Coinage Act de 1965 interdisant la frappe de dollars en argent pendant cinq ans. Aucun dollar Peace 1964-D n'existe à ce jour, que ce soit dans des mains publiques ou privées. En 1970, deux spécimens inconnus sont découverts dans une chambre forte du Trésor et leur destruction est ordonnée. Des rumeurs et des spéculations sur l'existence d'autres exemplaires en possession privée illégale commencent immédiatement et continuent d'apparaître de temps en temps. Des pièces semblant être des dollars 1964-D sont également refrappées par des particuliers à l'aide de matrices non officielles et d'authentiques dollars Peace de date antérieure.
Quelques pièces utilisant une composition expérimentale de métal non précieux sont frappées en 1970 en prévision de l'approbation du dollar Eisenhower ; elles sont toutes présumées détruites. Cette nouvelle pièce d'un dollar est approuvée par une loi signée par le président Richard Nixon le 31 décembre 1970, l'avers représentant le président Dwight D. Eisenhower, décédé en mars 1969. Les dollars Eisenhower en circulation ne contiennent aucun métal précieux, bien que certains destinés aux collectionneurs soient frappés en argent à 40 %.

## Dollars Peace modernes

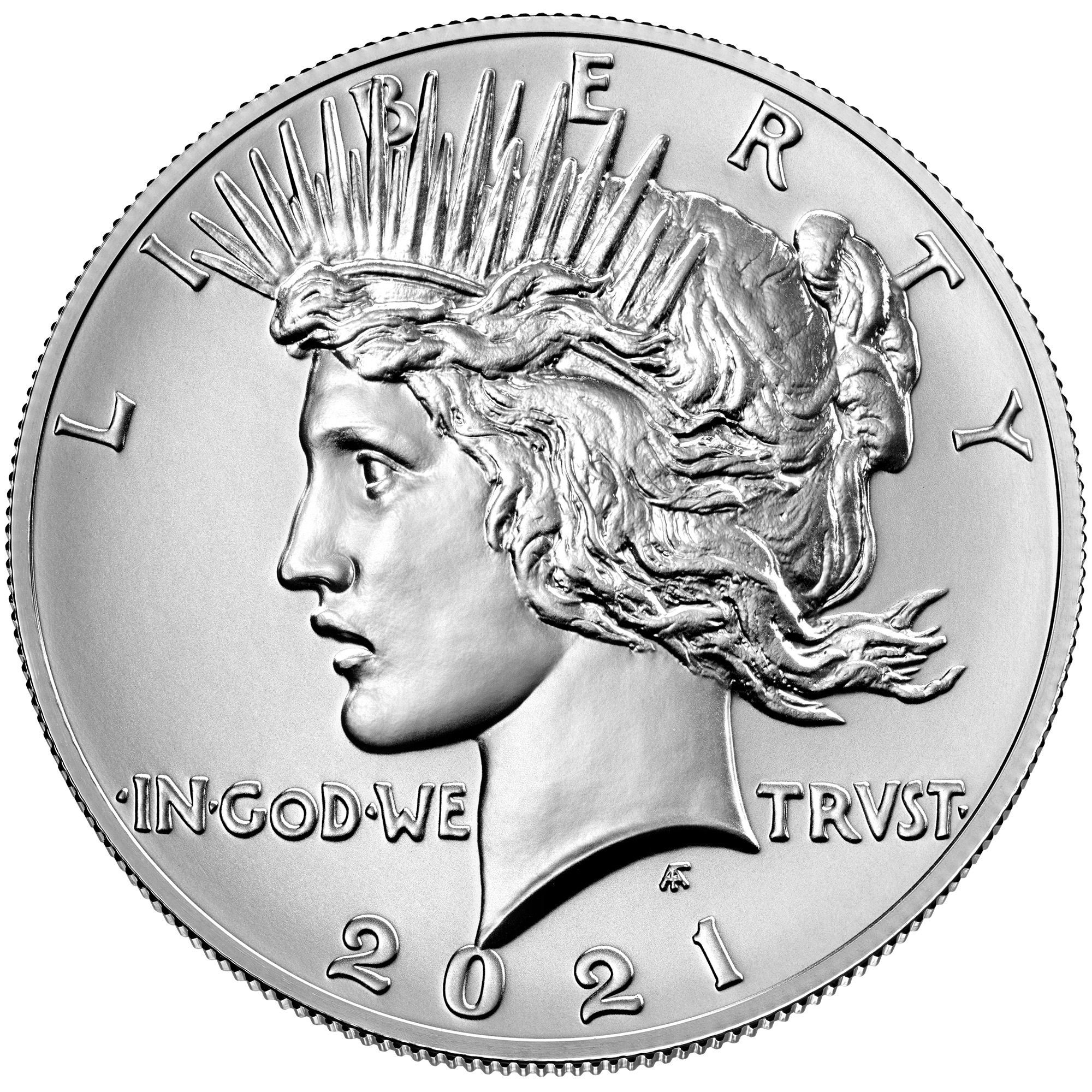
Avers du dollar Peace 2021.

Le 5 janvier 2021, le président Donald Trump signe une loi prévoyant l'émission de dollars Morgan et Peace commémoratifs en 2021 pour marquer le centenaire de la transition entre les deux modèles.
La Monnaie américaine publie les informations relatives aux commandes au printemps, les pièces étant vendues au prix de 85 dollars. Elles sont émises en 0,858 once troy d'argent fin en finition brillant universel. Les dollars Peace sont disponibles à partir du 10 août 2021 et expédiés au début de l'année fiscale suivante, en octobre 2021. Ils n'ont pas de différent, comme les pièces originales de Philadelphie n'en avaient pas, et une limite de commande par ménage de trois.

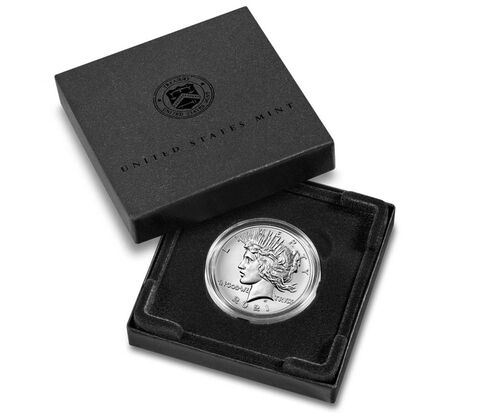
Dollar Peace en boîte de présentation de la Monnaie américaine

En novembre 2021, la Monnaie annonce que les dollars Morgan et Peace deviendraient un produit annuel pour 2022 et au-delà, mais, le 14 mars 2022 elle renonce à la production et à la vente de ces dollars en 2022.  Cette pause calculée est directement liée à l'impact de la pandémie mondiale de Covid-19 sur la disponibilité des flans en argent auprès des fournisseurs de la Monnaie.

## Chiffres de production
Aucune des frappes de dollars Peace n'est particulièrement rare, et « A Guide Book of United States Coins » (ou Red Book) répertorie des spécimens de faible qualité pour la plupart des années, pour un peu plus que la valeur de la pièce. Deux exceptions sont ceux de la première année d'émission, 1921, frappé uniquement à la Monnaie de Philadelphie et émis en haut-relief, et le dollar Peace 1928-P de faible tirage. Les prix du dollar 1928-P sont beaucoup plus bas que ne le laisse supposer son tirage de 360 649 pièces, car la Monnaie américaine a annoncé que des quantités limitées seraient produites et beaucoup ont été conservées. En revanche, le dollar 1934-S n'a pas été conservé en grand nombre, de sorte que les prix des spécimens en circulation sont assez bas, mais les spécimens brillant universel de qualité moyenne peuvent coûter des milliers de dollars,.

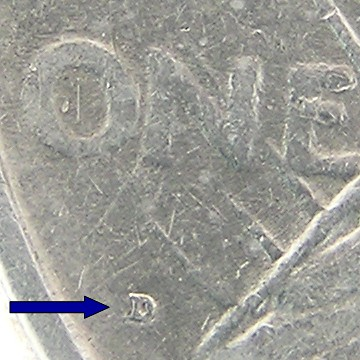
Emplacement du différent du dollar Peace

| Année | Philadelphie | Denver     | San Francisco |
| ----- | ------------ | ---------- | ------------- |
| 1921  | 1,006,473    |            |               |
| 1922  | 51,737,000   | 15,063,000 | 17,475,000    |
| 1923  | 30,800,000   | 6,811,000  | 19,020,000    |
| 1924  | 11,811,000   |            | 1,728,000     |
| 1925  | 10,198,000   |            | 1,610,000     |
| 1926  | 1,939,000    | 2,348,700  | 6,980,000     |
| 1927  | 848,000      | 1,268,900  | 866,000       |
| 1928  | 360,649      |            | 1,632,000     |
| 1934  | 954,057      | 1,569,500  | 1,011,000     |
| 1935  | 1,576,000    |            | 1,964,000     |
| 2021  | 200,000      |            |               |
| Total | 111,430,179  | 27,061,100 | 52,286,000    |